# Пауль Адам
Пауль Адам (нім. Paul Adam; 23 березня 1892, Саарбрюкен — 1 грудня 1969, Саарбрюкен) — німецький офіцер, оберст (полковник) резерву вермахту. Кавалер Лицарського хреста Залізного хреста.

## Звання
| Віце-фельдфебель                        | 1 червня 1915 |
| Лейтенант резерву                       | 1 лютого 1916 |
| Обер-лейтенант резерву                  | 1 липня 1936  |
| Гауптман (капітан) резерву              | 1 червня 1938 |
| Майор резерву                           | 1 травня 1941 |
| Оберст-лейтенант (підполковник) резерву | 1 серпня 1943 |
| Оберст (полковник) резерву              | 1 лютого 1944 |

## Нагороди

### Перша світова війна
- Залізний хрест
  - 2-го класу (3 лютого 1915)
  - 1-го класу (15 квітня 1918)

### Міжвоєнний період
- Почесний хрест ветерана війни (29 грудня 1934)
- Німецький імперський спортивний знак (DRA) в сріблі

### Друга світова війна
- Застібка до Залізного хреста
  - 2-го класу (26 вересня 1939)
  - 1-го класу (20 липня 1940)
- Нагрудний знак «За поранення»
  - Чорний (5 липня 1940)
  - Срібний (14 жовтня 1944)
- Хрест Воєнних заслуг 2-го класу з мечами (1941)
- Нагрудний знак «За участь у загальних штурмових атаках» (17 січня 1942)
- Медаль «За зимову кампанію на Сході 1941/42» (8 серпня 1942)
- Лицарський хрест Залізного хреста (18 квітня 1943) — як майор резерву і командир 158-го піхотного полку 82-ї піхотної дивізії.
- Нарукавна стрічка «Курляндія» (5 травня 1945)